# Prionogalidae
Prionogalidae — викопна родина плацентарних ссавців із вимерлого ряду Hyaenodonta. Викопні рештки цих ссавців відомі з відкладень олігоцену Франції (Thereutherium), міоцену Уганди та Намібії (Prionogale, Namasector).
Раніше родину класифікували як представника вимерлого ряду Creodonta. Пізніші дослідження показали, що ряд Creodonta є поліфілетичним рядом ссавців, і ця родина визнана частиною вимерлого ряду Hyaenodonta і вимерлої надродини Hyainailouroidea.